# Andries Knevel
Andries Gerrit Knevel (Naarden, 13 februari 1952) is een Nederlandse theoloog, schrijver en radio- en televisiepresentator. Hij is een voormalig medewerker van de Evangelische Omroep (EO) waarbij hij onder meer in functie is geweest als presentator en programmadirecteur. Met enige regelmaat gaat hij voor als predikant in verschillende kerken.

## Levensloop
Knevel werd geboren in een christelijk-gereformeerd gezin. Zijn vader was gemeenteambtenaar en zijn moeder huisvrouw. Na zijn middelbareschooltijd ging hij economie studeren aan de Vrije Universiteit te Amsterdam.
Ondanks zijn gereformeerde achtergrond werd hij pas tijdens zijn studieperiode overtuigd christen. Over zijn bekeringservaring zei hij het volgende:
Het was een levensveranderende ervaring: om tien voor half twaalf tijdens een college algemene economie kwam God mijn leven binnen. Met vragen overigens, gewoon de klassieke vragen: Waar kom ik vandaan, wie ben ik, wat is de zin van m’n bestaan, waar ga ik naartoe? Na afloop ben ik – de VU werd toen nog gebouwd, het was een enorme rotzooi daar aan de De Boelelaan – ergens achter een grote stapel hout gaan zitten en heb ik zitten huilen. En ’s avonds, op de rand van hun bed, heb ik het mijn ouders verteld. Ook dat ik dominee wilde worden. Alles was waardeloos geworden vergeleken met het evangelie. Ik heb al mijn popmuziek weggedaan. Jazeker, bij een echte bekering doe je popmuziek weg.— Nederlands Dagblad, 28 juli 2007
Knevel maakte de overstap naar de studie theologie, aanvankelijk nog aan de Vrije Universiteit, maar na een jaar ging hij over naar de Universiteit van Utrecht. Hij zou daar in 1979 afstuderen.
Van 1976 tot 1978 was hij ook werkzaam als docent godsdienst en maatschappijleer op het Farelcollege, een christelijke middelbare school in Ridderkerk.

## Evangelische Omroep
In 1978 begon hij als freelance verslaggever bij het radioprogramma Tijdsein-Radio van de Evangelische Omroep, in de functie van bureauredacteur. In oktober 1979 kwam Knevel in vaste dienst bij de EO. Hij klom op tot hoofd van de afdeling informatieve programma's (1989). In 1992 werd hij presentator van de televisietalkshow Het Elfde Uur. In 1993 werd Knevel ook benoemd tot een van de drie directeuren. Samen met Henk Hagoort en Ad de Boer had hij tot maart 2006 de leiding over de EO. Daarna werd Hagoort enig directeur. In de jaren 2001 tot 2004 presenteerde Knevel eveneens het actualiteitenprogramma Knevel op Zaterdag. Voor de radio maakte hij het interviewprogramma Andries Radio.
Samen met EO-collega Tijs van den Brink had hij van 2007 tot en met 2014 een talkshow op Nederland 1, genaamd Knevel & Van den Brink. Dit was een praatprogramma dat in de zomerperiode werd uitgezonden ter vervanging van Pauw & Witteman. Van januari 2010 tot en met december 2012 presenteerde Knevel samen met Van den Brink op dinsdagavond het praatprogramma Moraalridders. Ook presenteerde hij in omroepseizoen 2010-2011 afwisselend met hem de actualiteitenrubriek Uitgesproken EO op Nederland 2 en was hij van 2010 t/m 2012 wekelijks te zien in Door de wereld.
Vanaf 1 oktober 2009 was Knevel ook medepresentator van het Radio 1-programma Dit is de dag, als opvolger van Arie Boomsma. Later kreeg hij zijn eigen programma op Radio 5: Andries Radio. Vanaf januari 2013 had hij in het tv-programma Andries een-op-eengesprekken over het geloof. In 2014 en 2015 had hij een keer per week in het dagelijkse radioprogramma EO Door de Week een gesprek met een jonge christelijke wetenschapper. Hij was ook invallend presentator voor dit programma. In januari 2016 presenteerde hij het zaterdagavondprogramma EO Live op NPO Radio 5, waarin hij werd opgevolgd door Yvonne Sprunken. In 2017 was hij op zaterdagavond op de tv te zien met de serie Toen was geloof heel gewoon. Per 1 december 2021 vertrok Knevel bij de EO.

### Het Elfde Uur
Een groot deel van zijn bekendheid dankt Knevel aan Het Elfde Uur. Zijn soms scherpe manier van doorvragen en confronteren in dit praatprogramma oogstte zowel bewondering als kritiek. Vooral het nu eens opgeheven, dan weer wijzende vingertje van Knevel is een begrip geworden, al maakte hij daar later steeds vaker een schuingehouden open hand van. Tijdens de laatste opnamen van het programma op 16 december 2009 ontving Knevel de onderscheiding van Officier in de Orde van Oranje-Nassau.

### Creationisme
In juni 2005 verklaarde Knevel in het radioprogramma Kerk in Beweging dat hij afstand nam van het klassieke creationisme dat zegt dat de aarde in zes dagen is geschapen. Volgens de toenmalige EO-directeur was het wetenschappelijk gezien niet langer verantwoord om uit te gaan van de historische betrouwbaarheid van het scheppingsverhaal in Genesis 1. Het heelal is ongeveer 14 miljard jaar oud, de Aarde zelf ongeveer 4 miljard. Aangezien juist de Evangelische Omroep jarenlang het creationistisch gedachtegoed uitdroeg, waren zijn uitlatingen opmerkelijk.
Op 3 februari 2009 haalde Knevel zich de woede van diverse EO-leden op de hals door in het tv-programma 't Zal je maar gebeuren een document te ondertekenen waarin hij zei helemaal niet letterlijk in het scheppingsverhaal uit de Bijbel te geloven en dat Darwins theorie waar kan zijn: "Je kan orthodox gelovige zijn en toch zeggen: ik geloof niet dat de wereld zesduizend jaar geleden in zes maal 24 uur geschapen is. Ik herroep al mijn eerdere uitspraken hierover en erken in het verleden mijn kinderen en kijkers op een verkeerd spoor te hebben gebracht. Ik heb daar spijt van."
Door de ontstane onrust moest hij korte tijd later weer inbinden. In het Radio 5-programma EO.nl op 14 februari zei hij zijn optreden als 'mislukt' te beschouwen en hij bood in het EO-blad Visie zijn verontschuldigingen aan voor de mogelijke kwetsing die hij bij een deel van de achterban had veroorzaakt en voor het feit dat er een beeld was opgeroepen als was zijn persoonlijke standpunt een EO-standpunt.

## Schrijfwerk
Knevel, zelf een hartstochtelijk lezer, schreef zelf ook enige boeken, met name op het gebied van de theologie, alsook bespiegelingen over het medium televisie. In 2007 en 2008 verscheen een dagboek van zijn hand over zijn leven in het betreffende jaar.
Boeken van zijn hand zijn:
- Jezus, de enige weg (1991)
- De wereld in huis (1992)
- Doe dat ding dan uit! (1993)
- Geloven doet pijn (1995)
- Ruim van hart (2000)
- Avonduren (2007)
- Is het waar? (2008)

Tevens was hij redacteur en secundair auteur van enkele andere (theologische) werken, de zogeheten Theologische Verkenningen. In het verleden was hij eindredacteur bij het christelijk opinieblad Koers. Ook schrijft of schreef hij columns voor onder andere het evangelisch maandblad Uitdaging, de EO-uitgave Christenen in Contact en het Katholiek Nieuwsblad.
In 1999 was Knevel hoofdredacteur voor een themanummer van De Groene Amsterdammer, genaamd God & wetenschap. Het november/decembernummer 2012 van de glossy Maarten! was een special met als thema 'Maarten ontmoet Andries Knevel', waarin Knevel als gasthoofdredacteur naast Maarten van Rossem fungeerde.

## Persoonlijk
Knevel is gehuwd en heeft drie kinderen, onder wie influencer Marije Knevel. Knevel is belijdend lid van de Christelijke Gereformeerde Kerken. Tevens bezoekt hij Crossroads, een internationale gemeente in Amstelveen met een evangelicale inslag. Als theoloog gaat hij met enige regelmaat voor als predikant in verschillende kerken.
Hoewel Knevel nog steeds het orthodox-christelijke gedachtegoed is toegedaan, is er bij hem in de loop der jaren wel een zekere verandering opgetreden en is hij iemand geworden – zoals hij het zelf uitdrukt – voor wie "vele dingen nog open zijn". Onder meer het sterven van zijn jongere zus aan kanker en een slepende ziekte van zijn vader (multiple sclerose) hebben veel invloed uitgeoefend op zijn denken, bijvoorbeeld over de zin van het lijden. In het najaar van 2016 liep Knevel tijdens een reis door Bolivia voor het programma EO Metterdaad een ernstige legionella-besmetting op. Hij werd na terugkomst direct opgenomen op de intensive care en herstelde uiteindelijk volledig.

## Trivia
- In augustus 2006 bekende Knevel dat hij in het verleden weleens aan de katholieke eucharistie had deelgenomen, iets wat door de Katholieke Kerk verboden is voor protestanten.[11]
- In 2002 schreef Brigitte Kaandorp een liedje waarin Knevel figureert. Dit voor Knevel weinig vleiende lied werd erg populair. Op 18 mei 2009 nodigde hij in zijn programma Knevel & Van den Brink Kaandorp uit het liedje uit te voeren.